# Heineken Cup 2010-2011
Heineken Cup 2010-11 (in inglese 2010-11 Heineken Cup; in francese H Cup 2010-11) fu la 16ª edizione della massima competizione europea per club di rugby a 15.
Si tenne dall’8 ottobre 2010 al 21 maggio 2011 tra 24 squadre provenienti da Francia, Inghilterra, Galles, Irlanda, Italia e Scozia nel consolidato formato di sei gironi da quattro squadre ciascuno con passaggio ai quarti della vincitrice di ogni girone più le due migliori seconde.
A partire da tale edizione non si tenne più lo spareggio italo-celtico perché a partecipare alla competizione furono solo i club provenienti dai campionati francese e inglese e dalla Celtic League, alla quale erano appena state ammesse due franchise italiane, gli Aironi e il Benetton designate rappresentanti della F.I.R. nella competizione, e destinando altresì alla Challenge Cup i club provenienti dal campionato italiano.
La finale, tenutasi al Millennium Stadium di Cardiff, vide confrontarsi l'inglese Northampton e l'irlandese Leinster, che si aggiudicò per la seconda volta il titolo battendo i britannici 33-22.
Il valore delle marcature, come stabilito dall’IRFB nel 1992, era: 5 punti per ciascuna meta (7 se trasformata), 3 punti per la realizzazione di ciascun calcio piazzato, idem per il drop.

## Formula
Le squadre furono ripartite in sei gironi da quattro squadre ciascuno.
Ai quarti di finale accedettero la prima classificata di ciascuno dei sei gironi più le due seconde migliori classificate per punteggio e differenza punti marcati.
Il punteggio ai fini della classifica fu quello a bonus dell'Emisfero Sud, che per ogni partita prevede:
- 4 punti per la vittoria
- 2 punti ciascuno per il pareggio
- 0 punti per la sconfitta
- 1 punto aggiuntivo per la o le squadre che realizzino almeno 4 mete
- 1 eventuale punto per la squadra sconfitta con sette o meno punti di scarto.

Le squadre prime classificate, in ordine decrescente di punteggio in classifica e, a parità di esso, di differenza punti marcati/subiti, occuparono i posti del seeding da 1 a 6; le seconde classificate, ordinate secondo lo stesso criterio, i posti 7 e 8.
I quarti di finale videro le squadre con il ranking da 1 a 4 affrontare in gara unica sul proprio campo quelle con seeding rispettivamente da 8 a 5 secondo il seguente ordine:
1. seeding 1 – seeding 8
2. seeding 2 – seeding 7
3. seeding 3 – seeding 6
4. seeding 4 – seeding 5

Le due semifinali furono determinate per sorteggio in gara unica, in sede da stabilire a cura di ERC.
La finale si tenne in gara unica al Millennium Stadium di Cardiff.

## Squadre partecipanti
| Girone A                  | Girone B                  | Girone C                   |
| ------------------------- | ------------------------- | -------------------------- |
| Cardiff Blues (Galles)    | Clermont (Francia)        | London Irish (Inghilterra) |
| Castres (Francia)         | Leinster (Irlanda)        | Munster (Irlanda)          |
| Edimburgo (Scozia)        | Racing Métro 92 (Francia) | Ospreys (Galles)           |
| Northampton (Inghilterra) | Saracens (Inghilterra)    | Tolone (Francia)           |
| Girone D                  | Girone E                  | Girone F                   |
| Aironi (Italia)           | Benetton (Italia)         | Glasgow Warriors (Scozia)  |
| Bath (Inghilterra)        | Leicester (Inghilterra)   | London Wasps (Inghilterra) |
| Biarritz (Francia)        | Perpignano (Francia)      | Newport G.D. (Galles)      |
| Ulster (Irlanda)          | Scarlets (Galles)         | Tolosa (Francia)           |

## Fase a gironi

### Girone A
|            | Incontri                |       |
| ---------- | ----------------------- | ----- |
| 8-10-2010  | Northampton - Castres   | 18-14 |
| 9-10-2010  | Cardiff - Edimburgo     | 18-17 |
| 15-10-2010 | Castres - Cardiff       | 27-20 |
| 16-10-2010 | Edimburgo - Northampton | 27-31 |
| 11-12-2010 | Castres - Edimburgo     | 21-16 |
| 11-12-2010 | Northampton - Cardiff   | 23-15 |
| 19-12-2010 | Cardiff - Northampton   | 19-23 |
| 20-12-2010 | Edimburgo - Castres     | 24-22 |
| 14-1-2011  | Cardiff - Castres       | 14-9  |
| 14-1-2011  | Northampton - Edimburgo | 37-0  |
| 22-1-2011  | Castres - Northampton   | 12-23 |
| 22-1-2011  | Edimburgo - Cardiff     | 14-21 |

#### Classifica
| Pos | Squadra       | G | V | N | P | PF  | PS  | P±  | BP | PT |
| --- | ------------- | - | - | - | - | --- | --- | --- | -- | -- |
| A1  | Northampton   | 6 | 6 | 0 | 0 | 155 | 87  | 68  | 1  | 25 |
| A2  | Cardiff Blues | 6 | 3 | 0 | 3 | 107 | 113 | −6  | 2  | 14 |
| A3  | Castres       | 6 | 2 | 0 | 4 | 105 | 115 | −10 | 3  | 11 |
| A4  | Edimburgo     | 6 | 1 | 0 | 5 | 98  | 150 | −52 | 4  | 8  |

### Girone B
|            | Incontri                   |       |
| ---------- | -------------------------- | ----- |
| 9-10-2010  | Leinster - Racing Métro 92 | 38-22 |
| 9-10-2010  | Clermont - Saracens        | 25-10 |
| 16-10-2010 | Racing Métro 92 - Clermont | 16-9  |
| 16-10-2010 | Saracens - Leinster        | 23-25 |
| 11-12-2010 | Saracens - Racing Métro 92 | 21-24 |
| 12-12-2010 | Clermont - Leinster        | 20-13 |
| 17-12-2010 | Racing Métro 92 - Saracens | 14-19 |
| 18-12-2010 | Leinster - Clermont        | 24-8  |
| 14-1-2011  | Clermont - Racing Métro 92 | 28-17 |
| 15-1-2011  | Leinster - Saracens        | 43-20 |
| 21-1-2011  | Racing Métro 92 - Leinster | 11-36 |
| 21-1-2011  | Saracens - Clermont        | 14-24 |

#### Classifica
| Pos | Squadra         | G | V | N | P | PF  | PS  | P±  | BP | PT |
| --- | --------------- | - | - | - | - | --- | --- | --- | -- | -- |
| B1  | Leinster        | 6 | 5 | 0 | 1 | 179 | 104 | 75  | 4  | 24 |
| B2  | Clermont        | 6 | 4 | 0 | 2 | 114 | 94  | 20  | 3  | 19 |
| B3  | Racing Métro 92 | 6 | 2 | 0 | 4 | 104 | 151 | −47 | 1  | 9  |
| B4  | Saracens        | 6 | 1 | 0 | 5 | 107 | 155 | −48 | 2  | 6  |

### Girone C
|            | Incontri               |       |
| ---------- | ---------------------- | ----- |
| 9-10-2010  | Tolone - Ospreys       | 19-14 |
| 9-10-2010  | London Irish - Munster | 23-17 |
| 15-10-2010 | Ospreys - London Irish | 27-16 |
| 16-10-2010 | Munster - Tolone       | 45-18 |
| 12-12-2010 | Munster - Ospreys      | 22-16 |
| 12-12-2010 | London Irish - Tolone  | 13-19 |
| 18-12-2010 | Ospreys - Munster      | 19-15 |
| 18-12-2010 | Tolone - London Irish  | 38-17 |
| 16-1-2011  | London Irish - Ospreys | 24-12 |
| 16-12011   | Tolone - Munster       | 32-16 |
| 22-1-2011  | Munster - London Irish | 28-14 |
| 22-1-2011  | Ospreys - Tolone       | 29-17 |

#### Classifica
| Pos | Squadra      | G | V | N | P | PF  | PS  | P±  | BP | PT |
| --- | ------------ | - | - | - | - | --- | --- | --- | -- | -- |
| C1  | Tolone       | 6 | 4 | 0 | 2 | 143 | 134 | 9   | 1  | 17 |
| C2  | Munster      | 6 | 3 | 0 | 3 | 143 | 122 | 21  | 4  | 16 |
| C3  | Ospreys      | 6 | 3 | 0 | 3 | 117 | 113 | 4   | 2  | 14 |
| C4  | London Irish | 6 | 2 | 0 | 4 | 107 | 141 | −34 | 1  | 9  |

### Girone D
|            | Incontri          |       |
| ---------- | ----------------- | ----- |
| 8-10-2010  | Ulster - Aironi   | 30-6  |
| 10-10-2010 | Bath - Biarritz   | 11-12 |
| 16-10-2010 | Aironi - Bath     | 6-22  |
| 17-10-2010 | Biarritz - Ulster | 35-15 |
| 11-12-2010 | Ulster - Bath     | 22-18 |
| 11-12-2010 | Aironi - Biarritz | 28-27 |
| 17-12-2010 | Biarritz - Aironi | 34-3  |
| 18-12-2010 | Bath - Ulster     | 22-26 |
| 15-1-2011  | Bath - Aironi     | 55-16 |
| 15-1-2011  | Ulster - Biarritz | 9-6   |
| 22-1-2011  | Aironi - Ulster   | 6-43  |
| 22-1-2011  | Biarritz - Bath   | 26-19 |

#### Classifica
| Pos | Squadra  | G | V | N | P | PF  | PS  | P±   | BP | PT |
| --- | -------- | - | - | - | - | --- | --- | ---- | -- | -- |
| D1  | Biarritz | 6 | 4 | 0 | 2 | 140 | 85  | 55   | 6  | 22 |
| D2  | Ulster   | 6 | 5 | 0 | 1 | 145 | 93  | 52   | 2  | 22 |
| D3  | Bath     | 6 | 2 | 0 | 4 | 147 | 108 | 39   | 6  | 14 |
| D4  | Aironi   | 6 | 1 | 0 | 5 | 65  | 211 | −146 | 0  | 4  |

### Girone E
|            | Incontri               |       |
| ---------- | ---------------------- | ----- |
| 9-10-2010  | Benetton - Leicester   | 29-34 |
| 9-10-2010  | Scarlets - Perpignano  | 43-34 |
| 17-10-2010 | Perpignano - Benetton  | 35-14 |
| 17-10-2010 | Leicester - Scarlets   | 46-10 |
| 11-12-2010 | Perpignano - Leicester | 24-19 |
| 11-12-2010 | Scarlets - Benetton    | 35-27 |
| 18-12-2010 | Benetton - Scarlets    | 15-38 |
| 19-12-2010 | Leicester - Perpignano | 22-22 |
| 15-1-2011  | Benetton - Perpignano  | 9-44  |
| 15-1-2011  | Scarlets - Leicester   | 18-32 |
| 23-1-2011  | Leicester - Benetton   | 62-15 |
| 23-1-2011  | Perpignano - Scarlets  | 37-5  |

#### Classifica
| Pos | Squadra    | G | V | N | P | PF  | PS  | P±   | BP | PT |
| --- | ---------- | - | - | - | - | --- | --- | ---- | -- | -- |
| E1  | Perpignano | 6 | 4 | 1 | 1 | 196 | 112 | 84   | 4  | 22 |
| E2  | Leicester  | 6 | 4 | 1 | 1 | 215 | 118 | 97   | 4  | 22 |
| E3  | Scarlets   | 6 | 3 | 0 | 3 | 149 | 191 | −42  | 3  | 15 |
| E4  | Benetton   | 6 | 0 | 0 | 6 | 109 | 248 | −139 | 1  | 1  |

### Girone F
|            | Incontri               |       |
| ---------- | ---------------------- | ----- |
| 8-10-2010  | Glasgow - Dragons      | 21-13 |
| 10-10-2010 | Tolosa - London Wasps  | 18-16 |
| 16-10-2010 | Dragons - Tolosa       | 19-40 |
| 17-10-2010 | London Wasps - Glasgow | 38-26 |
| 10-12-2010 | Glasgow - Tolosa       | 16-28 |
| 12-12-2010 | Dragons - London Wasps | 16-23 |
| 19-12-2010 | London Wasps - Dragons | 37-10 |
| 21-12-2010 | Tolosa - Glasgow       | 36-10 |
| 15-1-2011  | Tolosa - Dragons       | 17-3  |
| 16-1-2011  | Glasgow - London Wasps | 20-10 |
| 23-1-2011  | Dragons - Glasgow      | 16-23 |
| 23-1-2011  | London Wasps - Tolosa  | 21-16 |

#### Classifica
| Pos | Squadra          | G | V | N | P | PF  | PS  | P±  | BP | PT |
| --- | ---------------- | - | - | - | - | --- | --- | --- | -- | -- |
| F1  | Tolosa           | 6 | 5 | 0 | 1 | 155 | 85  | 70  | 2  | 22 |
| F2  | London Wasps     | 5 | 4 | 0 | 1 | 145 | 106 | 39  | 3  | 19 |
| F3  | Glasgow Warriors | 6 | 3 | 0 | 3 | 116 | 141 | −25 | 0  | 12 |
| F4  | Newport G.D.     | 6 | 0 | 0 | 6 | 77  | 161 | −84 | 2  | 2  |

## Seedingdopo la fase a gironi
| Pos | Squadra       | G | V | N | P | PF  | PS  | DP  | BMP | Pt |
| --- | ------------- | - | - | - | - | --- | --- | --- | --- | -- |
| 1   | Northampton   | 6 | 6 | 0 | 0 | 155 | 87  | +68 | 1   | 25 |
| 2   | Leinster      | 6 | 5 | 0 | 1 | 179 | 104 | +75 | 4   | 24 |
| 3   | Perpignano    | 6 | 4 | 1 | 1 | 196 | 112 | +84 | 4   | 22 |
| 4   | Biarritz      | 6 | 4 | 0 | 2 | 140 | 85  | +55 | 6   | 22 |
| 5   | Tolosa        | 6 | 5 | 0 | 1 | 155 | 85  | +70 | 2   | 22 |
| 6   | Tolone        | 6 | 4 | 0 | 2 | 143 | 134 | +9  | 1   | 17 |
| 7   | Leicester     | 6 | 4 | 1 | 1 | 215 | 118 | +97 | 4   | 22 |
| 8   | Ulster        | 6 | 5 | 0 | 1 | 145 | 93  | +52 | 2   | 22 |
| 9   | London Wasps  | 5 | 4 | 0 | 1 | 145 | 106 | +39 | 3   | 19 |
| 10  | Clermont      | 6 | 4 | 0 | 2 | 114 | 94  | +20 | 3   | 19 |
| 11  | Munster       | 6 | 3 | 0 | 3 | 143 | 122 | +21 | 4   | 16 |
| 12  | Cardiff Blues | 6 | 3 | 0 | 3 | 107 | 113 | −6  | 2   | 14 |

## Play-off
|  | Quarti di finale | Quarti di finale | Quarti di finale |            |             | Semifinali  | Semifinali | Semifinali |  |  | Finale | Finale | Finale |  |
|  |                  |                  |                  |            |             |             |            |            |  |  |        |        |        |  |
|  | 1                | Northampton      | 23               |            |             |             |            |            |  |  |        |        |        |  |
|  | 1                | Northampton      | 23               |            |             |             |            |            |  |  |        |        |        |  |
|  | 8                | Ulster           | 13               |            |             |             |            |            |  |  |        |        |        |  |
|  | 8                | Ulster           | 13               |            | Northampton | Northampton | 23         |            |  |  |        |        |        |  |
|  |                  |                  |                  |            | Northampton | Northampton | 23         |            |  |  |        |        |        |  |
|  |                  |                  | Perpignano       | Perpignano | 7           |             |            |            |  |  |        |        |        |  |
|  | 3                | Perpignano       | Perpignano       | Perpignano | 7           | 29          |            |            |  |  |        |        |        |  |
|  | 3                | Perpignano       |                  |            |             |             |            |            |  |  |        |        |        |  |
|  | 6                | Tolone           | 25               |            |             |             |            |            |  |  |        |        |        |  |
|  | 6                | Tolone           | 25               |            | Northampton | Northampton | 22         |            |  |  |        |        |        |  |
|  |                  |                  |                  |            |             |             |            |            |  |  |        |        |        |  |
|  |                  |                  | Leinster         | Leinster   | 33          |             |            |            |  |  |        |        |        |  |
|  | 2                | Leinster         | Leinster         | Leinster   | 33          | 17          |            |            |  |  |        |        |        |  |
|  | 2                | Leinster         |                  |            |             |             |            |            |  |  |        |        |        |  |
|  | 7                | Leicester        | 10               |            |             |             |            |            |  |  |        |        |        |  |
|  | 7                | Leicester        | 10               |            | Leinster    | Leinster    | 32         |            |  |  |        |        |        |  |
|  |                  |                  |                  |            | Leinster    | Leinster    | 32         |            |  |  |        |        |        |  |
|  |                  |                  | Tolosa           | Tolosa     | 23          |             |            |            |  |  |        |        |        |  |
|  | 4                | Biarritz         | Tolosa           | Tolosa     | 23          | 20          |            |            |  |  |        |        |        |  |
|  | 4                | Biarritz         |                  |            |             |             |            |            |  |  |        |        |        |  |
|  | 5                | Tolosa           | 27               |            |             |             |            |            |  |  |        |        |        |  |

### Quarti di finale
| Arbitro: | Alain Rolland |

|                                 |      |                                        |
| Planté 51’ Freshwater 72’       | mt   | 39’ G. Smith 53’ v. Niekerk 80’ Cibray |
| Porical 51’, 72’                | tr   | 53’, 80’ Wilkinson                     |
| Porical 30’, 38’, 42’, 62’, 68’ | c.p. | 4’, 36’ Wilkinson                      |

| Arbitro: | Nigel Owens |

|                          |      |             |
| Nacewa 48’               | mt   | 76’ Hawkins |
|                          | tr   | 76’ Flood   |
| Sexton 3’, 15’, 36’, 73’ | c.p. | 5’ Flood    |

| Arbitro: | Romain Poite |

|                           |      |                      |
| Tonga’uiha 2’ Dickson 55’ | mt   | 32’ Trimble          |
| Myler 2’, 55’             | tr   | 32’ I. Humphreys     |
| Myler 40’, 48’, 65’       | c.p. | 7’, 14’ I. Humphreys |

| Arbitro: | Wayne Barnes |

|                                     |      |                                   |
| Bolakoro 77’                        | mt   | 16’ Heymans 26’ Médard 98’ Nyanga |
|                                     | tr   | 16’, 98’ Skrela 26’ Bézy          |
| D. Yachvili 41’, 46’, 57’, 67’, 97’ | c.p. | 36’, 83’ Skrela                   |

### Semifinali
| Arbitro: | Dave Pearson |

|                                     |      |                        |
| Heaslip 30’ O’Driscoll 59’          | mt   | 4’ Fritz 43’ Picamoles |
| Sexton 30’, 59’                     | tr   | 4’, 43’ Skrela         |
| Sexton 10’, 14’, 40’, 47’, 54’, 80’ | c.p. | 37’ Skrela 75’ Bézy    |
|                                     | drop | 11’ Skrela             |

| Arbitro: | George Clancy |

|                      |      |                |
| Foden 15’ Clarke 30’ | mt   | 39’ Guirado    |
| Myler 15’, 30’       | tr   | 39’ Laharrague |
| Myler 24’, 37’, 49’  | c.p. |                |

### Finale
| Arbitro: | Romain Poite |

|                                 |      |                           |
| Dowson 7’ Foden 30’ Hartley 39’ | mt   | 43’, 52’ Sexton 64’ Hines |
| Myler 7’, 30’                   | tr   | 43’, 52’, 64’ Sexton      |
| Myler 20’                       | c.p. | 13’, 35’, 56’, 60’ Sexton |